# 牧野康済
牧野 康済（まきの やすまさ）は、信濃小諸藩の第10代（最後）の藩主。越後長岡藩分家牧野家12代。別名康民。

## 生涯
天保12年（1841年）1月9日、第9代藩主牧野康哉の次男として生まれる。嘉永7年（1854年）11月21日、父康哉の嫡子となる。安政6年（1859年）12月1日に将軍徳川家茂に御目見し、12月16日に従五位下・周防守に叙位・任官する。文久3年（1863年）3月16日に内膳正に遷任する。そして同年に父が死去したため、家督を継いだ。元治元年（1864年）3月26日に遠江守に遷任する。
弟の信之助（本多忠直）が有能・活発であったため、重臣の一部から廃嫡運動がおきた。
慶応4年（1868年）2月に重臣が、3月に康済が上洛し、朝廷に恭順の姿勢を示す。このように戊辰戦争では最終的に新政府に帰順するが、その後の北越戦争への出兵は拒否し、碓氷峠の守備を務めるにとどまった。これは、小諸藩牧野家の本家である越後長岡藩の牧野家と戦うのを嫌ったためという。
明治2年（1869年）9月、小諸騒動により謹慎処分を受ける。同年12月、版籍奉還で小諸藩知事となる。明治4年（1871年）7月の廃藩置県で免官された。その後、康民と改名する。位階は従五位を授けられる。
明治15年（1882年）11月25日死去、享年42。家督は長男の康強が継いだ。

## 系譜
父母
- 牧野康哉（父）

正室
- 岡部楠子 - 岸和田藩主岡部長発の養女、岡部長和の娘（嘉永元年3月(1848年) - 大正7年（1918年）1月15日[2]）

子女
- 牧野康強（長男）